# Роволон
Роволон (італ. Rovolon, вен. Rovołon) — муніципалітет в Італії, у регіоні Венето, провінція Падуя.
Роволон розташований на відстані близько 390 км на північ від Рима, 55 км на захід від Венеції, 18 км на захід від Падуї.
Населення — 4930 осіб (2014).

## Демографія
Населення за роками:

Станом на 1 січня 2023 року в муніципалітеті офіційно проживало 317 іноземців з 33 країн, серед них 137 громадян країн Євросоюзу та 7 громадян України.

## Сусідні муніципалітети
- Альбеттоне
- Барбарано-Вічентіно
- Черварезе-Санта-Кроче
- Монтегальделла
- Моссано
- Нанто
- Теоло
- Во'